# La Maddalena
Pour les articles homonymes, voir Maddalena (homonymie).
La Maddalena est une commune de la province de Sassari en Sardaigne en Italie. La commune accueille le parc national de l'archipel de La Maddalena.

## Géographie
La Maddalena est un archipel de sept îles principales (La Maddalena proprement dite, Caprera, Spargi, Santo Stefano, Budelli, Santa Maria, Razzoli) et d'autres îlots mineurs.

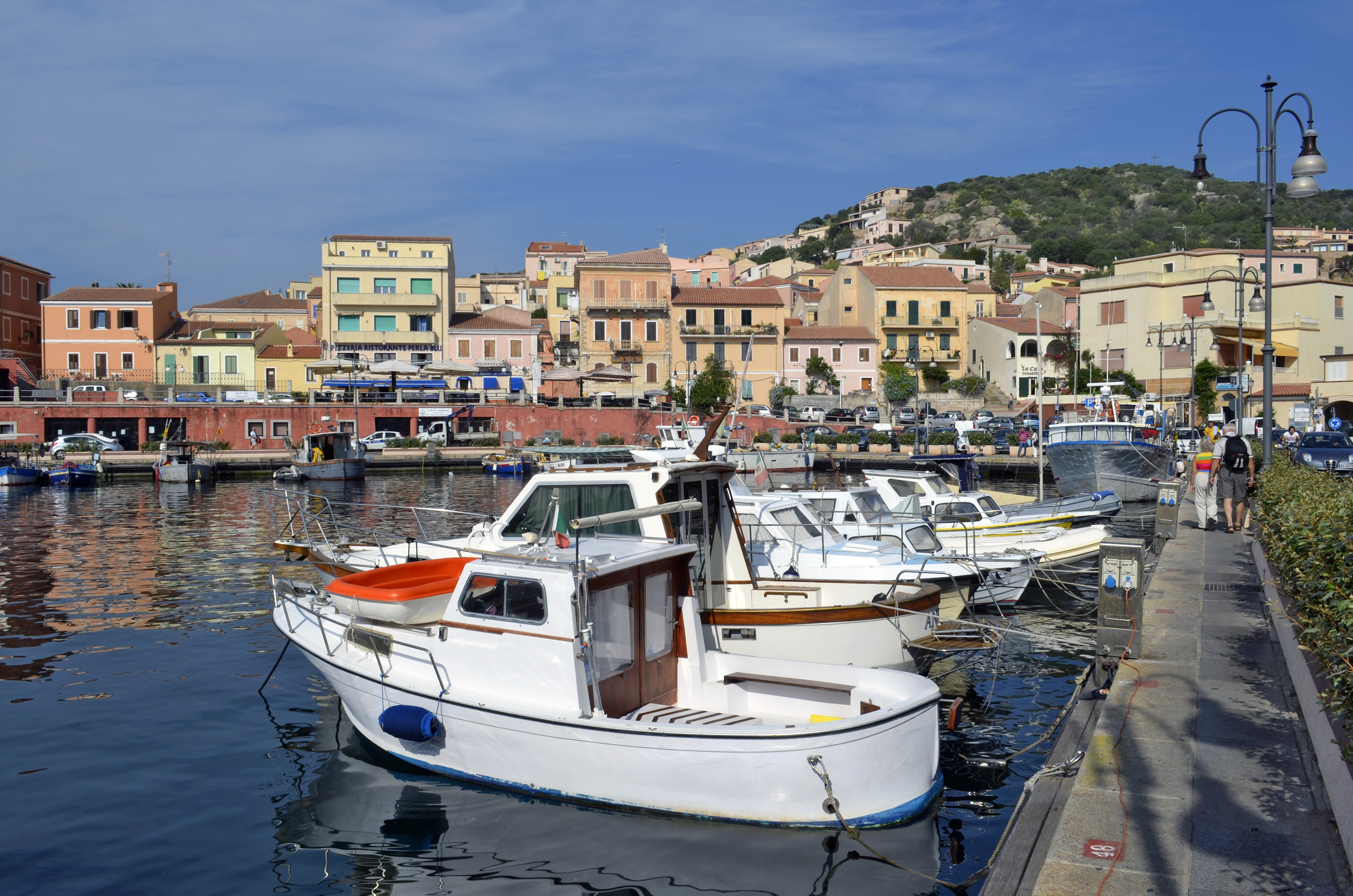
Vue de la Maddalena

## Histoire
La Maddalena se trouve dans la région historique de Gallura.
En 1803 l'amiral Horatio Nelson, au cours de sa campagne en Méditerranée visant à assurer le blocus de Toulon, fit relâcher son escadre dans la Rada di Mezzo Schifo, une baie de la côte sarde couverte au nord par l'archipel de La Maddalena. En 1887, le rôle de La Maddalena est officialisé comme fort militaire et une base navale est utilisée par les forces armées italiennes.
En 1943, Benito Mussolini y est brièvement prisonnier.
De 1973 à janvier 2008, une base navale utilisée pour le support des sous-marins de l'United States Navy était ouverte sur l'île de Santo Stefano.

## Culture
Le peuplement de La Maddalena est en majorité issue d'une immigration corse remontant aux XVIIe et XVIIIe siècles. Aussi le dialecte qui y est parlé est-il une forme de gallurese très proche des variantes méridionales de la langue corse, telles qu'elles sont parlées de l'autre côté des Bouches de Bonifacio.

## Patrimoine
- Église de la Sainte-Trinité.
- Église de l'Agonie-de-Notre-Seigneur-Jésus-Christ de Moneta.
- Église Sainte-Marie-Madeleine

## Personnalités
- Domenico Millelire (1761–1827), navigateur et explorateur
- Lia Origoni (1919-2022), chanteuse
- Gian Maria Volonté (1933-1994), comédien

## Administration
| Période                                  | Période  | Identité      | Étiquette    | Qualité |
| ---------------------------------------- | -------- | ------------- | ------------ | ------- |
| 10 mai 2005                              | En cours | Angelo Comiti | Lista Civica |         |
| Les données manquantes sont à compléter. |          |               |              |         |

### Hameaux
Le territoire de la commune comprend la totalité de l'archipel de La Maddalena constitué par les îles : Barrettini, Barettinelli, Bisce, Budelli, Camizie, Cappuccini, Caprera, Chiesa, Colombo, Corcelli, Delle Bocche, Italiani, La Maddalena, Le Camere, Nibani, Monaci, Mortorio, Pecora, Piana, Porco, Porro, La Presa, Razzoli, Santa Maria, Santo Stefano, Soffi, Spargi, Spargiotto, Spargiottello.

### Communes limitrophes
Aucune car c’est un archipel

### Évolution démographique
Habitants recensés

## Jumelages
- Ajaccio (France)